# DAVICHI HUG
"DAVICH HUG"는 대한민국의 음악가 듀오 다비치가 2015년 1월 21일 발매한 5번째 미니 음반이다. 타이틀 곡은 '또 운다 또'와 '행복해서 미안해'로 알려졌다. 다비치가 소속사를 스톤뮤직 엔터테인먼트 등으로 옮긴 후 처음으로 발매한 앨범이다.

## 평가
| 전문가 평가 | 전문가 평가 |
| 평가 점수   | 평가 점수   |
| 출처        | 점수        |
| ----------- | ----------- |
| 이즘        | [ 2 ]       |

《이즘》의 김도헌은 "(다비치의) 이해리와 강민경 두 멤버가 검증된 보컬임에도 틀에 갇혀있는 다는 것이 답답하다."면서, 수록곡 전반에 걸친 "슬픈 발라드", "슬프지만 애절한 발라드" 틀에 갇혀있다고 혹평했다. "(두 멤버가) 매력있고 실력이 있어도 매일 이별하며 살고 있으니 잠재력의 반도 못 끄집어내는 셈이다." 라고 덧붙였다. 다만, 자작곡 '너에게'와 '봄'은 분명 노래와 장르에 있어 새로운 활로를 뚫어보려는 분명한 시도였다며, 일부 긍정적으로 평했다.

## 수록곡
| #            | 제목                | 작사                  | 작곡                 | 편곡  | 재생 시간 |
| ------------ | ------------------- | --------------------- | -------------------- | ----- | --------- |
| 1.           | 〈두 여자의 방〉    | 이해리, 강민경        | Score, Megaton       | 3:39  |           |
| 2.           | 〈또 운다 또〉      | Luvan, 주희, 77어린이 | Luvan, Wonderkid     | 3:21  |           |
| 3.           | 〈행복해서 미안해〉 | 이기, 장원규, 노주환  | 이기, 장원규, 노주환 | 3:56  |           |
| 4.           | 〈너에게〉          | 이해리                | 이해리               | 4:45  |           |
| 5.           | 〈봄〉              | 강민경                | 강민경               | 3:47  |           |
| 총 재생 시간 | 총 재생 시간        | 총 재생 시간          | 총 재생 시간         | 19:28 |           |

## 차트

### 주간
| 차트 (2015)               | 최고 순위 |
| 대한민국 (가온 앨범 차트) |           |
| ------------------------- | --------- |

| 차트 (2021)                   | 최고 순위 |
| ----------------------------- | --------- |
| 대한민국 (가온 디지털 차트)   | 1         |
| 대한민국 (가온 다운로드 차트) | 1         |
| 대한민국 (가온 스트리밍 차트) | 1         |

| 차트 (2021)                   | 최고 순위 |
| ----------------------------- | --------- |
| 대한민국 (가온 디지털 차트)   | 5         |
| 대한민국 (가온 다운로드 차트) | 2         |
| 대한민국 (가온 스트리밍 차트) | 7         |

## 음악방송 활동
- 2015.01.22　MNET 엠 카운트다운
- 2015.01.23　KBS2 뮤직뱅크
- 2015.01.24　MBC 쇼! 음악중심
- 2015.01.25　SBS 인기가요
- 2015.01.27　SBS MTV 더 쇼
- 2015.01.29　MNET 엠 카운트다운
- 2015.01.30　KBS2 뮤직뱅크
- 2015.01.31　MBC 쇼! 음악중심

- 2015.02.01　SBS 인기가요
- 2015.02.03　SBS MTV 더 쇼
- 2015.02.04　MBC MUSIC 쇼! 챔피언
- 2015.02.05　MNET 엠 카운트다운
- 2015.02.06　KBS2 뮤직뱅크
- 2015.02.07　KBS2 유희열의 스케치북
- 2015.02.07　MBC 쇼! 음악중심
- 2015.02.08　SBS 인기가요
- 2015.02.13　아리랑 TV Simply K-Pop

## 수상 내역
- 2015.01.31　쇼! 음악중심 1위 - 또 운다 또
- 2015.02.05　엠 카운트다운 1위 - 또 운다 또
- 2015.02.06　뮤직뱅크 1위 - 또 운다 또